# 河西路441号别墅
河西路441号别墅，即原冯玉祥别墅，位于中国江西省九江市庐山河西路441号。后为江西省公安厅招待所。紧邻河西路442号别墅（周恩来纪念室）。
河西路441号别墅建于1914年，主人是英国人坎贝尔。这座石砌建筑，依山坡而筑，前二层后一层，建筑面积489平方米。略似欧洲古堡。1934年冯玉祥将旧别墅送给李烈钧，购买了这座别墅。
1987年，原冯玉祥别墅公布为第一批庐山风景名胜区文物保护单位。